# Rząd Ismaila Qemala
Rząd Ismaila Qemali – 4 grudnia 1912 do 22 stycznia 1914.

## Skład rządu
| #  | Funkcja                      | Portret | Imię i nazwisko                  | Kadencja          | Kadencja             | Partia polityczna | Partia polityczna |
| #  | Funkcja                      | Portret | Imię i nazwisko                  | Od                | Do                   | Partia polityczna | Partia polityczna |
| -- | ---------------------------- | ------- | -------------------------------- | ----------------- | -------------------- | ----------------- | ----------------- |
| 1  | Premier                      |         | Ismail Qemali (1844–1919)        | 4 grudnia 1912    | 22 stycznia 1914     | bezpartyjny       |                   |
| 2  | Wicepremier                  |         | Nikollë Kaçorri (1862–1917)      | 4 grudnia 1912    | 30 marca 1913        | bezpartyjny       |                   |
| 2  | Wicepremier                  |         | Prenk Bib Doda (1860–1919)       | 30 marca 1914     | 25 grudnia 1913      | bezpartyjny       |                   |
| 3  | Minister poczt i telegrafów  |         | Lef Nosi (1877–1946)             | 4 grudnia 1912    | 22 stycznia 1914     | bezpartyjny       |                   |
| 4  | Minister spraw wewnętrznych  |         | Myfit Libohova (1876–1927)       | 4 grudnia 1912    | lipiec 1913          | bezpartyjny       |                   |
| 4  | Minister spraw wewnętrznych  |         | Esad Pasza Toptani (1863–1920)   | lipiec 1913       | wrzesień 1913        | bezpartyjny       |                   |
| 4  | Minister spraw wewnętrznych  |         | Hasan Prishtina (1873–1933)      | wrzesień 1913     | 20 listopada 1913    | bezpartyjny       |                   |
| 4  | Minister spraw wewnętrznych  |         | Fejzi Alizoti (1874–1945)        | 20 listopada 1913 | 22 stycznia 1914     | bezpartyjny       |                   |
| 5  | Minister wojny               |         | Mehmet Pasza Deralla (1847–1918) | 4 grudnia 1912    | 22 stycznia 1914     | bezpartyjny       |                   |
| 6  | Minister finansów            |         | Abdi Toptani (1864–1942)         | 4 grudnia 1912    | 22 stycznia 1914     | bezpartyjny       |                   |
| 7  | Minister spraw zagranicznych |         | Ismail Qemali (1844–1919)        | 4 grudnia 1912    | czerwiec 1913        | bezpartyjny       |                   |
| 7  | Minister spraw zagranicznych |         | Myfit Libohova (1876–1927)       | czerwiec 1913     | 22 stycznia 1914     | bezpartyjny       |                   |
| 8  | Minister rolnictwa           |         | Pandeli Cale (1874–1923)         | 4 grudnia 1912    | 15 września 1913     | bezpartyjny       |                   |
| 8  | Minister rolnictwa           |         | Hasan Prishtina (1873–1933)      | 15 września 1913  | 10 października 1913 | bezpartyjny       |                   |
| 8  | Minister rolnictwa           |         | Qemal Karaosmani (1875–1948)     | listopad 1913     | 22 stycznia 1914     | bezpartyjny       |                   |
| 9  | Minister sprawiedliwości     |         | Petro Poga (1850–1944)           | 4 grudnia 1912    | 22 stycznia 1914     | bezpartyjny       |                   |
| 10 | Minister robót publicznych   |         | Midhat Frashëri (1880–1949)      | 4 grudnia 1912    | 30 marca 1913        | bezpartyjny       |                   |
| 10 | Minister robót publicznych   |         | Pandeli Cale (1874–1923)         | 30 marca 1913     | 22 stycznia 1914     | bezpartyjny       |                   |
| 11 | Minister edukacji            |         | Luigj Gurakuqi (1879–1925)       | 4 grudnia 1912    | 22 stycznia 1914     | bezpartyjny       |                   |